# Adelaide
Adelaide je hlavní a nejlidnatější město australského státu Jižní Austrálie a páté největší město v Austrálii. Má rozlohu 1826,9 km² a asi 1,3 milionu obyvatel. Jde o pobřežní město a nachází se na Adelaide Plains, severně od poloostrova Fleurieu, mezi zálivem Sv. Vincenta a nízkým pohořím Mount Lofty Ranges.
Město dostalo své jméno po královně Adelaide, manželce britského krále Viléma IV.

## Historie
Založeno bylo roku 1836 plukovníkem Williamem Lightem jako plánované město, které bylo předem detailně navrženo a byla pro ně vybrána nejvhodnější lokalita poblíž řeky Torrens.
V roce 1900 byly ulice města elektrifikovány a do roku 1909 byla vystavěna veřejná doprava v podobě elektrických tramvají. Přibližně 28 000 mužů bylo z oblasti vysláno bojovat do I. světové války. Tramvajové linky byly během padesátých let do roku 1958 zlikvidovány s výjimkou jedné, vedoucí na předměstí Glenelg, a nahrazeny autobusovými. Roku 1962 zde zemřel biolog Ronald Fisher. Roku 2007 byla tramvaj v centru prodloužena o 1,6 km a o tři roky později o 2,8 km, čímž délka celé tratě dosáhla 15 km.

## Památky
- Ayers House – dům sira Henryho Ayerse, dílo koloniálního architekta sira George Stricklanda Kingstona.
- Jihoaustralská umělecká galerie – významná umělecká galerie z roku 1881.

## Osobnosti města
- Hermann Sasse (1895–1976), luterský teolog, duchovní a spisovatel
- Judith Andersonová (1898–1992), herečka, držitelka dvou cen Emmy a jedné ceny Tony
- Howard Walter Florey (1898–1968), farmakolog, spoludržitel Nobelovy ceny za objev penicilinu
- Robin Warren (* 1937), patolog, spoludržitel Nobelovy ceny za znovuobjevení bakterie Helicobacter pylori
- John Maxwell Coetzee (* 1940), spisovatel
- Andy Thomas (* 1951), americký astronaut
- Mark Woodforde (* 1965), bývalý tenista
- Wayne Arthurs (* 1971), bývalý tenista
- Ghil'ad Zuckermann (* 1971), lingvista
- Sia Furler (* 1975), zpěvačka, autorka písní a hudební skladatelka
- Lleyton Hewitt (* 1981), tenista
- Alicia Moliková (* 1981), tenistka
- Jo Lawry (* 1983), zpěvačka žijící převážně v NY, 2 CD („I Want To Be Happy“ – 2008, „Taking Pictures“ – 2015), zpívá také se Stingem

## Partnerská města
- George Town, Malajsie (1973)
- Himedži, Japonsko (1982)
- Austin, Spojené státy americké (1983)
- Malmö, Švédsko (1988)
- Ferrol, Španělsko (2008)
- Christchurch, Nový Zéland (2008)